# Thibaut Baronian
Pour les articles homonymes, voir Baronian.
Thibaut Baronian, né le 12 janvier 1989 à Ambilly, est un traileur français. Il est champion de France de trail court 2023 et a terminé troisième de la Golden Trail World Series 2022.

## Biographie
Thibaut Baronian fait ses débuts en compétition en ski de fond durant sa jeunesse. Il participe notamment au Festival olympique de la jeunesse européenne 2007 à Jaca. Il abandonne ensuite sa carrière sportive pour suivre des études de kinésithérapie. Il déménage à Besançon à cette occasion. Durant ses études, il se met à la course à pied et se spécialise en trail,,.
Le 4 mai 2014, il participe à la première édition de la Wings for Life World Run à Hennebont. Il s'illustre en s'imposant après 59,37 km, battant le favori David Pasquio.
Le 25 janvier 2015, il remporte facilement le titre de champion de Franche-Comté de cross-country à La Malcombe. Il remporte sa première médaille sur le plan national lors des championnats de France de trail court à Sancy le Mont Dore. Courant d'abord aux côtés de Romain Maillard, il parvient à larguer ce dernier pour se retrouver seul derrière le duo de tête composé de Cédric Fleureton et Julien Rancon. Il assure sa position pour remporter la médaille de bronze,.
Il connaît une bonne saison 2016 où il met à profit ses talents de coureur polyvalent. Le 5 mars, il parvient à doubler le favori Danilson Silva Pereira pour s'offrir la victoire sur le Transgrancanaria Maratón. Le 17 juillet, il laisse Jean-Christophe Dupont et Tom Owens mener les premiers kilomètres de la montée du Nid d'Aigle avant de les doubler puis de s'envoler vers la victoire. Le 24 septembre, il s'élance au départ de la Skyrhune et talonne le favori Aritz Egea. Il lance son attaque sur la montée de la Rhune puis creuse l'écart en tête pour s'imposer.
Le 23 septembre 2017, il s'élance comme favori sur la Skyrhune. Il effectue la course en tête à la lutte avec Didier Zago et Adrien Michaud. Sans parvenir à larguer ses adversaires, il parvient à faire la différence pour s'imposer en 1 h 53 min 27 s, établissant un nouveau record du parcours.
Le 2 juin 2019, il prend un départ solide à Zegama-Aizkorri aux côtés du Polonais Bartłomiej Przedwojewski. Courant ensemble, les deux hommes parviennent à doubler l'Américain Andy Wacker et se retrouvent à distance derrière Kílian Jornet seul en tête. Le duo parvient à se défendre face au Norvégien Stian Angermund-Vik mais Thibaut Baronian se fait finalement larguer par Bartłomiej Przedwojewski et termine troisième en 3 h 56 min 20 s, le meilleur temps d'un coureur français.
Le 16 octobre 2021, il effectue un bon départ lors de la finale de la Golden Trail World Series à El Hierro. Formant un groupe de tête avec Stian Angermund et Francesco Puppi. Il se fait larguer par ses adversaires mais profite d'une erreur de Stian Angermund pour terminer à la deuxième place.
Il effectue une solide saison en Golden Trail World Series 2022. Sans marquer le moindre podium, sa consistance lui permet de décrocher la troisième place du classement général, battu de seulement six points par le Marocain Elhousine Elazzaoui.
Le 18 mars 2023, il prend part aux championnats de France de trail court à Montpellier-le-Vieux. Parti prudemment, il rattrape le groupe de tête à mi-parcours et profite de la dernière montée pour lancer son attaque. Il prend les devants, seulement suivi par Loïc Robert et fonce en tête pour s'offrir le titre.

## Palmarès

### Course en montagne
| no  | masculin          | Course                 | Longueur | Départ           | Temps           |
| --- | ----------------- | ---------------------- | -------- | ---------------- | --------------- |
| 2e  | Médaille d'argent | Montée du Ventoux      | 18,2 km  | 16 juin 2013     | 1 h 35 min 13 s |
| 2e  | Médaille d'argent | 23 km du Mont-Blanc    | 25 km    | 25 juin 2016     | 2 h 7 min 7 s   |
| 1re | Médaille d'or     | Montée du Nid d'Aigle  | 19,5 km  | 17 juillet 2016  | 1 h 51 min 51 s |
| 6e  | 6e                | Sierre-Zinal           | 31 km    | 13 août 2017     | 2 h 37 min 16 s |
| 4e  | 4e                | Marathon du Mont-Blanc | 42 km    | 1er juillet 2018 | 4 h 0 min 49 s  |
| 6e  | 6e                | Marathon du Mont-Blanc | 42 km    | 30 juin 2019     | 3 h 59 min 28 s |
| 6e  | 6e                | Marathon du Mont-Blanc | 38 km    | 27 juin 2021     | 3 h 33 min 9 s  |
| 6e  | 6e                | Sierre-Zinal           | 31 km    | 7 août 2021      | 2 h 34 min 57 s |
| 5e  | 5e                | Marathon du Mont-Blanc | 43 km    | 26 juin 2022     | 3 h 47 min 27 s |
| 2e  | Médaille d'argent | Neirivue-Moléson       | 10,6 km  | 16 juin 2024     | 1 h 0 min 27 s  |

### Trail
| no  | masculin           | Course                                  | Longueur | Départ                       | Temps           |
| --- | ------------------ | --------------------------------------- | -------- | ---------------------------- | --------------- |
| 3e  | Médaille de bronze | Trans-Dimitile                          | 32 km    | 1er décembre 2013            | 3 h 6 min 57 s  |
| 1re | Médaille d'or      | Serre Che Trail - Grand Tour des Cerces | 49 km    | 14 septembre 2014            | 6 h 1 min 40 s  |
| 2e  | Médaille d'argent  | Lyon Urban Trail                        | 35 km    | 19 avril 2015                | 2 h 24 min 43 s |
| 1re | Médaille d'or      | Transgrancanaria Maratón                | 46 km    | 5 mars 2016                  | 3 h 4 min 39 s  |
| 3e  | Médaille de bronze | OCC                                     | 54 km    | 25 août 2016                 | 5 h 43 min 48 s |
| 6e  | 6e                 | Grand Trail des Templiers               | 76 km    | 23 octobre 2016              | 7 h 6 min 37 s  |
| 3e  | Médaille de bronze | Lyon Urban Trail                        | 35 km    | 2 avril 2017                 | 2 h 25 min 42 s |
| 3e  | Médaille de bronze | Ultra-Trail Australia - 50 km           | 50 km    | 20 mai 2017                  | 4 h 8 min 36 s  |
| 2e  | Médaille d'argent  | OCC                                     | 55 km    | 31 août 2017                 | 5 h 23 min 58 s |
| 2e  | Médaille d'argent  | La Mascareignes                         | 64 km    | 20 octobre 2017              | 8 h 0 min 14 s  |
| 2e  | Médaille d'argent  | Reventón Trail El Paso                  | 45 km    | 4 avril 2018                 | 3 h 43 min 22 s |
| 3e  | Médaille de bronze | El Cruce Columbia                       | 99 km    | 6-10 décembre 2018           | 8 h 16 min 47 s |
| 2e  | Médaille d'argent  | Trail des Forts de Besançon             | 46 km    | 11 octobre 2020              | 4 h 17 min 17 s |
| 10e | 10e                | Golden Trail Championship               | 111 km   | 28 octobre-1er novembre 2020 | 9 h 52 min 30 s |
| 3e  | Médaille de bronze | CCC                                     | 100 km   | 27 août 2021                 | 10 h 53 min 8 s |
| 2e  | Médaille d'argent  | The One Race - El Hierro                | 37 km    | 16 octobre 2021              | 4 h 0 min 5 s   |
| 1re | Médaille d'or      | Championnats de France de trail court   | 31 km    | 18 mars 2023                 | 2 h 17 min 31 s |
| 4e  | 4e                 | Championnats du monde de trail - Court  | 45,2 km  | 8 juin 2023                  | 4 h 25 min 41 s |
| 1re | Médaille d'or      | Tavignanu Trail                         | 32,9 km  | 8 juillet 2023               | 3 h 11 min 34 s |
| 2e  | Médaille d'argent  | 90 km du Mont-Blanc                     | 92 km    | 28 juin 2024                 | 11 h 2 min 20 s |

### Skyrunning
| no  | masculin           | Course                           | Longueur | Départ            | Temps           |
| --- | ------------------ | -------------------------------- | -------- | ----------------- | --------------- |
| 1re | Médaille d'or      | Ice Trail Tarentaise - Altispeed | 29 km    | 12 juillet 2015   | 3 h 13 min 0 s  |
| 1re | Médaille d'or      | Skyrhune                         | 21 km    | 24 septembre 2016 | 1 h 56 min 39 s |
| 3e  | Médaille de bronze | MSIG Lantau 50                   | 51 km    | 4 décembre 2016   | 5 h 55 min 49 s |
| 1re | Médaille d'or      | Skyrhune                         | 21 km    | 23 septembre 2017 | 1 h 53 min 27 s |
| 3e  | Médaille de bronze | Zegama-Aizkorri                  | 42 km    | 2 juin 2019       | 3 h 56 min 20 s |
| 1re | Médaille d'or      | Canfranc-Canfranc Maratón 45K    | 45 km    | 12 septembre 2020 | 5 h 15 min 8 s  |

## Records
| Épreuve       | Performance    | Date         | Lieu     |
| ------------- | -------------- | ------------ | -------- |
| Semi-marathon | 1 h 10 min 8 s | 12 mars 2017 | Besançon |